# Ivo Trinajstić
Ivo Trinajstić (transliteración idioma serbio cirílico: Иво ТРИНАЈСТИЋИ) (1955) es un botánico serbio. Es docente del Gran Colegio de Belgrado, en las áreas de ciencias naturales y en agronomía. Publica habitualmente en Razpr. Slov. Akad. Znan. Umet.

## Obra
- mirko Vidaković, josip Franjić, ivo Trinajstić, franc Batič, marilena Idžojtić. 2004. Golosjemenjače. Udžbenici Sveučilišta u Zagrebu - Manualia Universitatis studiorum Zagrabiensis. Ed. Šumarski fakultet Sveučilišta u Zagrebu, 823 pp. ISBN 9536307758, ISBN 9789536307753

- 2002. Phytosociological features of the ass. Pistacio-Juniperetum phoeniceae Trinajstić 1987 (Oleo-Ceratonion Br.-Bl.) on the Island of Rab (Croatia): Fitocenološke značilnosti asociacije Pistacio-Juniperetum phoenicae Trinajstić 1987 (Oleo-Ceratonion Br.-Bl.) na otoku Rabu. Ed. Slovenska akademija znanosti in umetnosti, 11 pp.

- 1995. Fitogeografisko raščlanjenje s̈umske vegetacije Hrvatske (Fitogeografía en articulación de la vegetación forestal). 30 pp.

- 1973. Supplementum ad floram analyticam Jugoslaviae
- La abreviatura «Trinajstić» se emplea para indicar a Ivo Trinajstić como autoridad en la descripción y clasificación científica de los vegetales.[1]